# Lillet

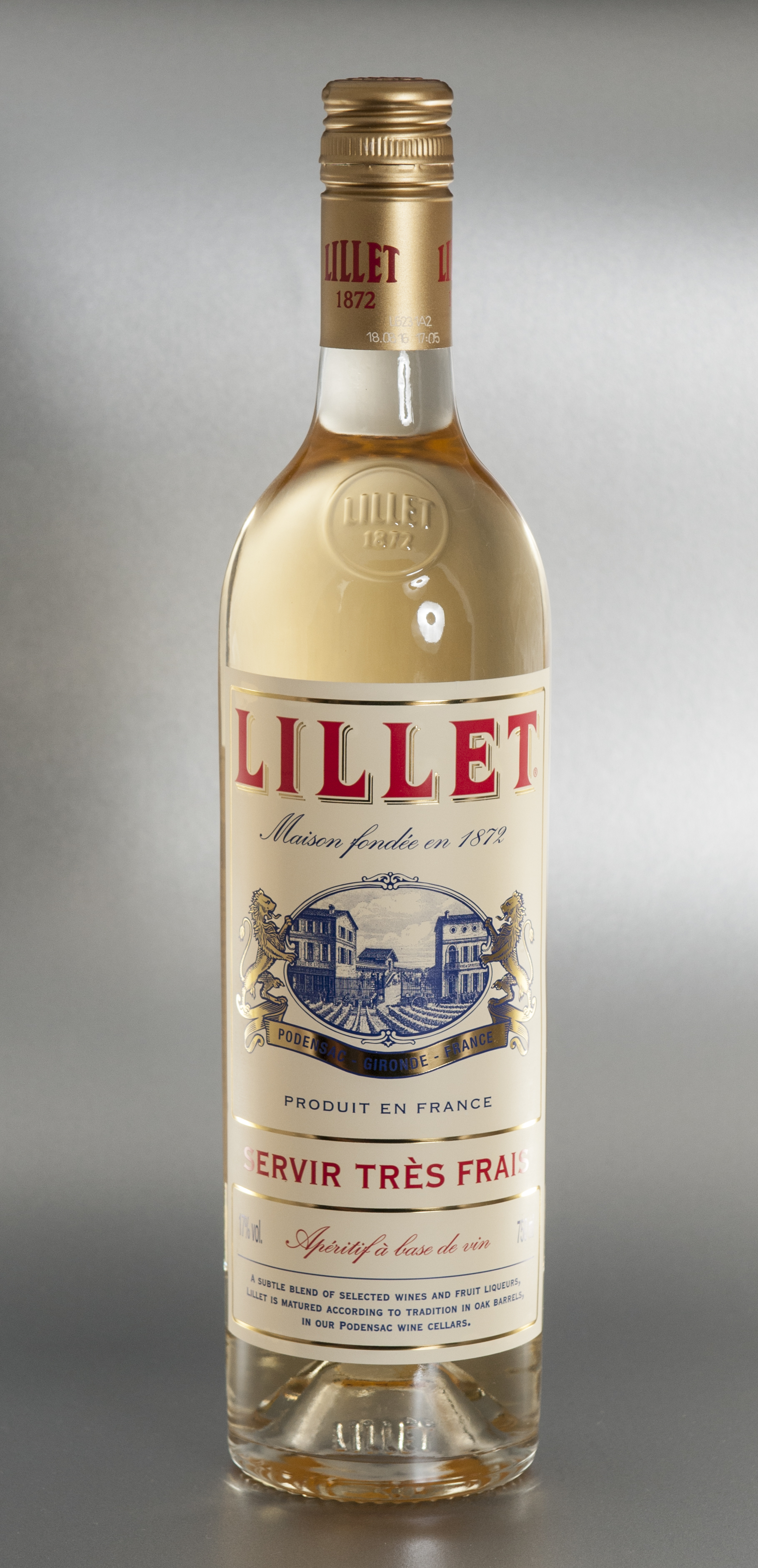
Lillet Blanc

Lillet (wym. [li'le]) – francuski aperitif, wino aromatyzowane, alkohol zyskujący popularność na całym świecie.
Składa się w 85% z wina bordoskiego, 15% stanowią likiery produkowane z dziesięciu różnych owoców. Uzyskuje się je przez macerację skórek pomarańczy (słodkich pomarańczy z Hiszpanii, gorzkich pomarańczy z Haiti i zielonych pomarańczy z Maroka) z dodatkiem chininy.  Chociaż oryginalna receptura pochodzi z XIX w., obecnie produkowany jest na podstawie receptur z 1987 (biały) i 1990 (czerwony). Marka należy do grupy Pernod Ricard.
Lillet według obecnej receptury jest bardziej owocowy i mniej gorzki. W sprzedaży dostępna jest wersja biała (blanc), różowa (rosé) i czerwona (rouge). Lillet Blanc jest wytwarzany z winogron odmian sauvignon blanc, sémillon i muscadelle. Podstawą Lillet Rouge są klasyczne szczepy merlot i cabernet sauvignon.

## Historia
Firma Lillet Frères (likiernicy oraz handlarze winem i napojami spirytusowymi) została założona w 1872 roku w Podensac, Żyronda. Lillet blanc narodził się w 1887 roku i do 1970 r. był znany pod nazwą Kina Lillet. Pomysł łączenia win Bordeaux z egzotycznymi roślinami lub owocami pochodzi od ojca Kermanna, lekarza, który wyjechał do Brazylii za Ludwika XVI i powrócił, by osiedlić się w Bordeaux, gdzie produkował likiery i wzmacniacze, oparte głównie na chinowcu. Bordeaux było wówczas jednym z głównych miejsc handlu winem i głównym francuskim portem do Indii Zachodnich.
Marka rozwijała się szybko we Francji i głównych miastach europejskich po I wojnie światowej, w szalonych latach dwudziestych.
W 1946 roku Lillet wszedł na rynek Stanów Zjednoczonych dzięki nowojorskiemu kupcowi Michelowi Dreyfusowi. Rynek amerykański przyjął Lillet w latach pięćdziesiątych jako „modny” napój Nowego Jorku. W latach 60. marka odniosła wielki sukces dzięki kampaniom reklamowym w prasie i radiu. Lillet rouge został opracowany przez Pierre'a Lilleta w 1962 roku specjalnie dla Stanów Zjednoczonych.
W 1950 roku księżna Windsoru, wielka miłośniczka Lillet, wprowadziła go do wyższych sfer, zwłaszcza w Fauchon, a następnie w niektórych głównych paryskich hotelach, takich jak Hôtel George-V czy Ritz Paris. Następnie Lillet zadomowił się na Lazurowym Wybrzeżu, aby sprostać amerykańskim wymaganiom.
W 1985 roku rodzina Lilletów sprzedała firmę Bruno Borie. Następnie w 2008 roku został sprzedany firmie Ricard (spółce zależnej grupy Pernod Ricard).

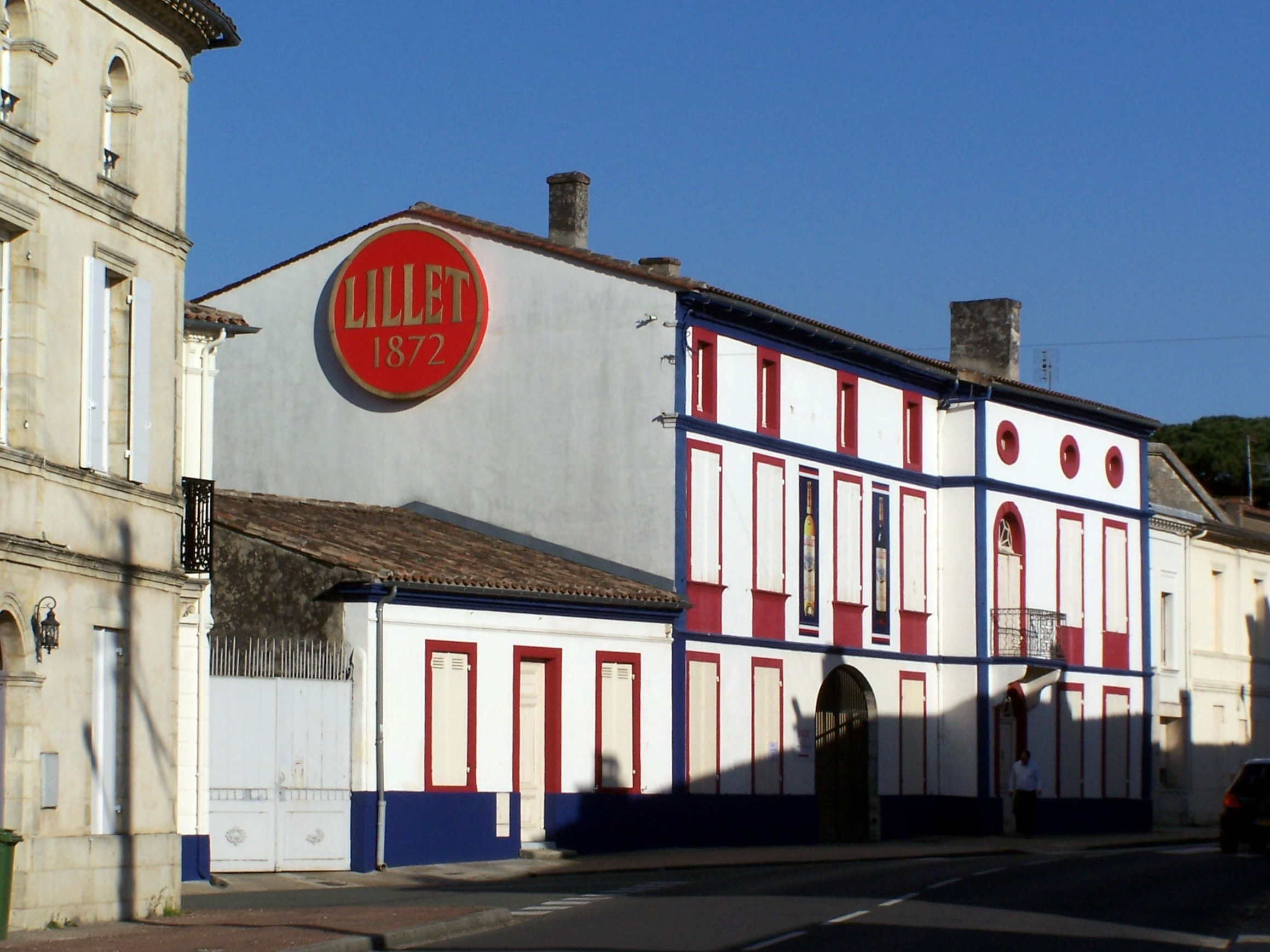
Siedziba firmy w Podensac.

W 2012 r. firma Pernod Ricard zdecydowała się wprowadzić trzecią wersję, Lillet rosé.
Lillet znany jest miłośnikom powieści Iana Fleminga o brytyjskim agencie MI6 Jamesie Bondzie: wchodzi w skład drinka zaprezentowanego w powieści z 1953 Casino Royale. James Bond nazwał drink vesper na cześć swojej dziewczyny Vesper Lynd.

## Serwowanie i degustacja

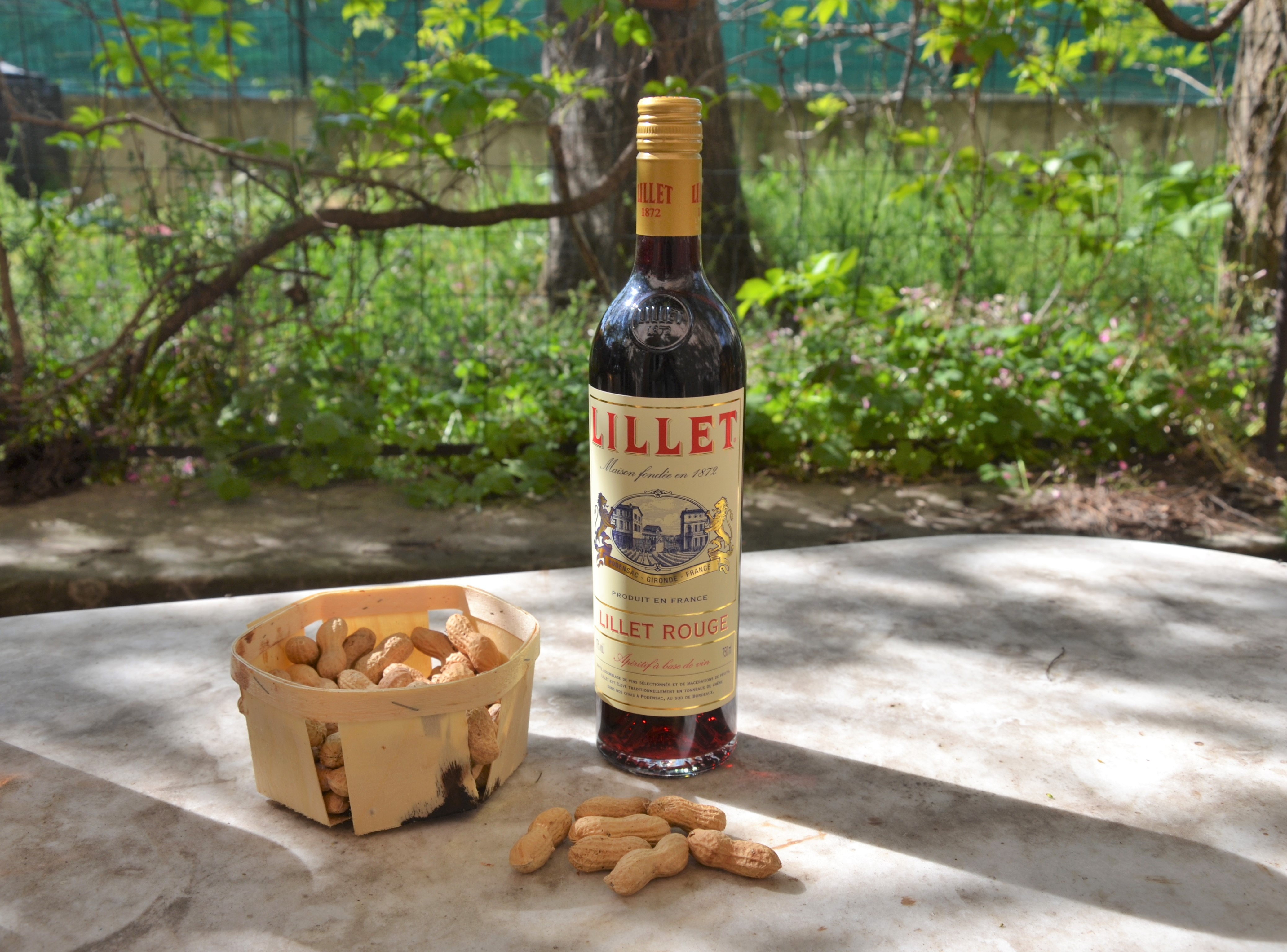
Lillet rouge

Lillet pije się jako aperitif, dobrze schłodzony, serwowany w temperaturze od 6 do 8 °C, z kostkami lodu i plasterkiem pomarańczy, cytryny lub limonki.
Producent podaje przepis na koktajl z wykorzystaniem Lillet blanc: wysokiej szklance na nóżce wypełnionej kostkami lodu zmieszaj 1 część Lillet blanc, 2 części toniku i udekoruj plasterkiem ogórka, przekrojoną na pół truskawką i kilkoma listkami świeżej mięty.
Takich samych proporcji należy użyć dla Lillet rouge, ozdobić pomarańczą i wrzucić plaster do szklanki.
Koktajl sporządzony z Lillet rosé i toniku (1:2) ozdobić można grejpfrutem oraz gałązką tymianku.